# Hoffmanns droppar

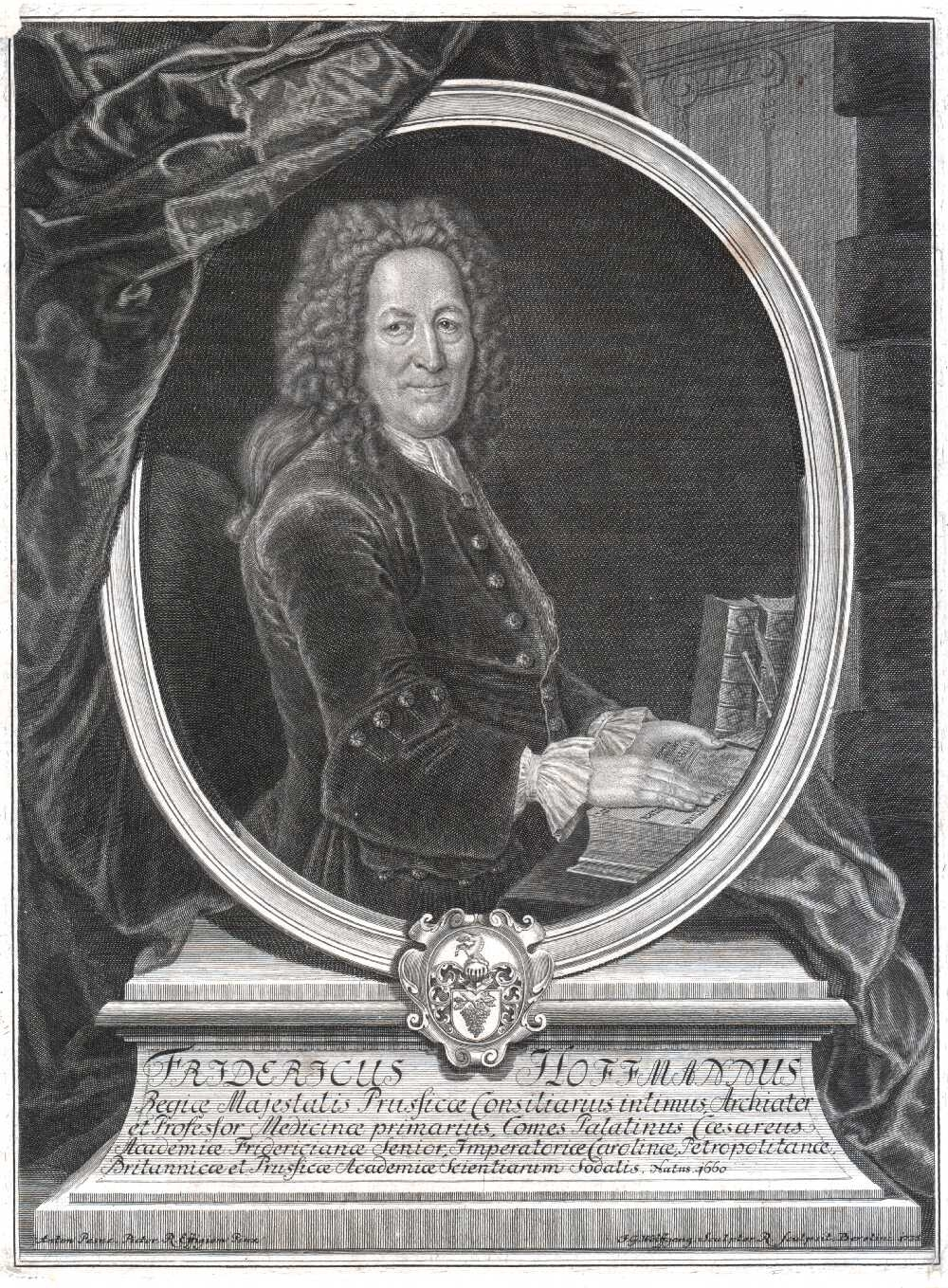
Friedrich Hoffmann.

Hoffmanns droppar (även Æther spirituosus) var en rusgivande patentmedicin bestående av tre delar koncentrerad sprit och en del eter. Namnet Hoffmanns droppar syftar på den tyske läkaren och kemisten Friedrich Hoffmann (1660-1742). 
Dropparna ansågs ha upplivande och krampstillande effekter och användes även som beståndsdel i andra alkoholhaltiga läkemedel, däribland: Bangs nervdroppar, Röda förkylningsdroppar och Doktor Halls droppar.

## I Sverige
| ”                                   | Hoffmanns droppar, Liquor anodynus mineralis Hoffmanni l. Aether spirituosus, äro (enligt sista uppl. af Sv. farmakopén) en blandning af 1 del eter och 3 delar koncentrerad sprit. Dessa droppar, uppkallade efter tyske läkaren Friedrich Hoffmann, ha en stark lukt af eter och ega detta medels upplifvande verkan, ehuru något mildrad genom tillblandningen af den mindre exciterande spriten. Smaken är skarp, efteråt kylande. Medlet nyttjas någon gång i teskedsdos som upplifvande medel för andningen vid hotande respirationsförlamning (asfyxi), oftare vid småkrämpor såsom vid kolikplågor ("väderfördelande"), hysteriska och andra nervösa krämpor (med halft suggestiv verkan) vanligen i dos af 15—60 droppar i vatten, på socker eller som tillsats till mixturer eller infusioner. Hoffmanns droppar missbrukas ofta af hysteriska personer samt, särskildt i våra nordliga provinser, som rusdryck. O.T.S (C.G.S.) | „ |
| – Nordisk familjebok, Uggleupplagan | |   |

Alkoholrestriktionerna som infördes i Sverige i slutet av 1800-talet ledde till att dropparna började användas som brännvinssurrogat, främst i de norrländska länen. Ockelbos distriktläkare Lagerträd beskrev 1851 bruket av Hoffmanns droppar:
| ”                                                                          | Läsarne afhålla sig vanligen frän bränvin, men hafva – hvilket äfven lärer vara fallet i det nordligare Sverige – skaffat sig surrogat uti Hoffmans droppar. Vid högtidligare tillfällen bjudas sådane i stället för bränvin, och äfven i samqväm af qvinnor utgöra de stundom en del af trakteringen, på så sätt, att de serveras med socker, som indränkes dermed. | „ |
| – Sundhets-Collegii underdåniga berättelse om Medicinalverket i riket 1851 | |   |